# Наталия Киселова
Наталия Василева Киселова е български юрист, преподавател по конституционно право към Юридическия факултет на Софийски университет „Свети Климент Охридски“. Народен представител от листата на БСП – Обединена левица в LI народно събрание, на което е избрана за председател.

## Биография
Наталия Киселова е родена на 19 юни 1977 г. в Казанлък, Народна република България. Баща ѝ Васил Киселов е лидер на БЗНС „Александър Стамболийски“ в града. Майка ѝ почива рано. Има по-малка сестра. Възпитаник е на Хуманитарна гимназия „Св. Св. Кирил и Методий“ в града. През 2002 г. завършва Юридическия факултет на СУ „Св. Климент Охридски“ със специалност „Право“, и специализации по „Правораздаване“ и „Публична администрация“.
От 2003 до 2005 г. е редовен докторант в катедра „Конституционноправни науки“. От 2005 г. е редовен преподавател по конституционно право в ЮФ на СУ. През 2007 г. защитава докторска дисертация на тема „Парламентарен контрол“.
Между 2006 и 2009 г. е експерт към Постоянната комисия по въпросите на държавната администрация в XL народно събрание. В периода 2010 – 2012 г. е експерт в дирекция „Съвет по законодателство“ в Министерство на правосъдието.
В периода 2016 – 2017 г. е секретар по правни въпроси на президента Росен Плевнелиев.
На парламентарните избори през октомври 2024 г. е избрана за депутат от 23 МИР София от БСП – ОЛ. След като Парламентът не успява да си избере председател в рамките на десет заседателни дни, Киселова е избрана за председател на Народното събрание на 6 декември 2024 година.